# Лысов, Пётр Николаевич
Пётр Николаевич Лысов (24 января 1907— 14 июня 1994) — советский хозяйственный, государственный и политический деятель, первый секретарь Удмуртской АССР (1948—1950), майор государственной безопасности (1940).

## Биография
Родился 24 января 1907 г. в деревне Малиново Махринской волости Александровского уезда Владимирской губернии Российской империи (ныне Александровского района Владимирской области Российской Федерации) в семье рабочего-ткача. С 1919 г. работал учеником плотника и плотником в ремесленной и столярной мастерских. В 1923-1925 гг. столяр при Карабановском волостном исполнительном комитете. С мая 1925 г. столяр комбината имени III-го Интернационала в городе Карабанове. В 1928 году вступил в ВКП(б). С осени 1928 г. учился на Владимирском рабочем факультете. С 1931 г. по 1935 г. студент по специальности инженер-технолог Московский автотракторный институт им. М. В. Ломоносова, который с 1932 года назывался Автотракторный факультет Московского механико-машиностроительного института. После окончания института с 1936 г. заместитель начальника цеха, начальник отдела заводоуправления, секретарь комитета ВКП(б) Московского Автомобильного Завода имени Сталина. С июня 1938 г. первый секретарь Пролетарского районного комитета ВКП(б) города Москвы. Был делегатом XVIII съезда ВКП(б), который проходил в Москве 10—21 марта 1939 года. С 25 марта 1939 г. заместитель начальника Управления народного комиссариата внутренних дел Московской области. 22 октября 1940 г. уволен из НКВД и отозван в распоряжение Московского областного комитета ВКП(б). С декабря 1940 г. и в начале Великой Отечественной войны был партийным организатором ЦК ВКП(б) авиационного завода № 24 им. М.В. Фрунзе Народного комиссариата авиационной промышленности. С октября 1942 г. первый секретарь Октябрьского районного комитета ВКП(б) города Москвы. С декабря 1944 г. первый секретарь Ленинского районного комитета ВКП(б) города Москвы. С 13 ноября 1948 г. по 25 сентября 1950 г. первый секретарь Удмуртского областного комитета ВКП(б). Одновременно с 22 ноября 1948 г. по 27 мая 1950 г. первый секретарь Ижевского городского комитета ВКП(б). В 1950-1951 гг. находился в резерве ЦК ВКП(б). Депутат Верховного Совета СССР 3-го созыва, который был избран 12 марта 1950 и заседал с 1950 по 1954 гг. С сентября 1950 г. директор Балашихинского автомеханического завода в Московской области. Директор пользовался большим уважением у заводчан. Он освободил горожан на всю жизнь от примусов и керогазов, потому что именно он добился в правительстве разрешения подвести природный газ. Под его руководством был полностью восстановлен завод, литейное производство было переведено на природный газ, что позволило исключить трудоёмкий процесс добычи торфа и превращения его в газогенераторных установках в топливо для плавильных печей. Лысов заботился о здоровье людей. В 1956 году для заводчан и жителей всего города были построены больница и новая поликлиника рядом. Здание старой поликлиники было перепрофилировано под санаторий-профилакторий, где работники завода без отрыва от производства могли восстановить своё здоровье. С 1960 г. заместитель советника, советник по экономическим вопросам Посольства СССР в Китайской Народной Республике. С 1967 г. заместитель начальника, начальник управления кадров Государственного комитета Совета Министров СССР по внешним экономическим связям. С 1 июля 1972 г. на пенсии. Скончался 14 июня 1994 г. в Москве.

## Звания
Капитан государственной безопасности — 11.04.1939 приказом НКВД № 778;
Майор государственной безопасности — 09.05.1940 приказом НКВД № 599.

## Награды
Орден Ленина (1947);
Орден «Знак Почёта» (23.08.1941);
Орден Красной Звезды (01.07.1943);
Знак «Заслуженный работник НКВД» (27.04.1940)
и медалями.